# Carlet d'ovella taronja
El carlet d'ovella taronja (Tricholoma aurantium) és una espècie de bolet pertanyent al grup dels carlets d'ovella, de la família de les tricolomatàcies.

## Descripció
- Bolet de fins a 12 cm de diàmetre, gruixut, convex, amb el marge lleugerament enrotllat que passa a pla i una mica deprimit, tornant ondulat, i amb el capell normalment viscós (es torna mucilaginós en temps humit). El color varia de taronja terrós al centre a taronja groguenc o viu al marge. Quan hi ha molta humitat presenta gotes de color carabassa sobre la superfície.
- Làmines atapeïdes, de color blanc que esdevenen rogenques.
- Peu cilíndric, sovint una mica corbat, amb esquames roig taronja, més terroses a la base i blanquinoses a la part superior.
- Espores blanques, globoses, petites i de 4-5 x 2-4 micres.
- Carn espessa, compacta, blanca al barret i ocre ataronjat a la base del peu. Olor de farina i cogombre, i sabor de cogombre amarg.[2][3][4]

## Varietats
- Tricholoma aurantium var. aurantium
- Tricholoma aurantium var. olivascens[5]

## Reproducció
Fructifica a la tardor.

## Hàbitat
Alzinars, pinedes i d'altres coníferes.

## Distribució geogràfica
Es troba a Europa i Nord-amèrica.

## Comestibilitat
És comestible però a penes consumit pel seu sabor desagradable.